# Mugunghwaorden

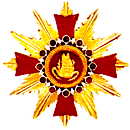
Mugunghwaorden.

Mugunghwaorden, koreanska: 무궁화대훈장, är Sydkoreas högsta statliga utmärkelse. Den kan tilldelas Sydkoreas president, deras makar, utländska statschefer och deras makar. Den får sitt namn efter Hibiscus syriacus som är Sydkoreas nationalblomma.
Orden etablerades 1949. Tidigare presidenterna Chun Doo-hwan och Roh Tae-woo dömdes år 1996 för högförräderi för deras koppling till Gwangjuupproret och beordrades då att lämna tillbaka sina medaljer.
Sveriges kung Carl XVI Gustaf tilldelades orden den 30 maj 2012 i samband med hans första statsbesök i landet. Drottning Silvia mottog samtidigt Gwanghwamedaljen.